# Серебряный век оперетты
Серебряный век оперетты — промежуток времени в истории венской оперетты, наступивший после Золотого века оперетты. Длился с начала XX века до распада Австро-Венгерской империи в 1918 году.
Это время отличается новыми экономическими источниками финансирования, что стало поводом для строительства новых театров или изменений существующих (например, театр Иоганна Штрауса, Венский городской театр, Венский гражданский театр и т. д.). Это время также отличается возрастающей интернационализацией венской оперетты, в результате которой премьеры оперетт одновременно показывались в Вене, Берлине и Нью-Йорке.
Основными представителями Серебряного века оперетты являются Франц Легар («Весёлая вдова»,«Граф Люксембург», «Джудитта», «Паганини», «Страна улыбок», «Царевич» и множество других работ), Лео Фалль («Принцесса долларов», «Весёлый крестьянин», «Роза Стамбула» и «Мадам Помпадур»), Имре Кальман («Графиня Марица»,«Королева Чардаша») и Ральф Бенацки с его произведением «Гостиница „Белая Лошадь“».
Другими выдающимися композиторами этой эпохи были Оскар Штраус, Эдмунд Эйслер, Роберт Штольц, Эдуард Кюннеке, Пауль Линке, Нико Досталь и Рудольф Каттниг.
Конец серебряной эры завершился триумфальным шествием ревю равно как и кинофильмов в 1920-х годах. Последующие оперетты были названы «бронзовыми» или иронично «жестяными» (в переносном смысле — пустые, ничего не значащие).